# Phaedranassa dubia
Phaedranassa dubia är en amaryllisväxtart som först beskrevs av Carl Sigismund Kunth, och fick sitt nu gällande namn av James Francis Macbride. Phaedranassa dubia ingår i släktet Phaedranassa och familjen amaryllisväxter. Inga underarter finns listade i Catalogue of Life.

## Bildgalleri

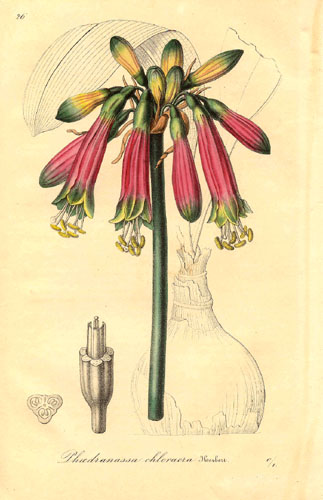